# Sol Hess

Fonte Century Gothic, redesenhada a partir da Twentieth Century do tipógrafo Sol Hess.

Sol Hess (1886 — 30 de janeiro de 1953) foi um tipógrafo estadunidense.
Trabalhou na Lanston Type Company (LTC) e foi o criador da fonte tipográfica Twentieth Century entre 1937 e 1947.